# モンゴルのグルジア侵攻
モンゴルのグルジア侵攻、すなわちモンゴルによるグルジア王国の征服（英語: Mongol conquests of Kingdom of Georgia、グルジア語: მონღოლთა ბატონობა საქართველოში）は、当時グルジア人自身によって統治されていたグルジア王国、アルメニア（Zakarid Armenia）、そしてコーカサスの諸地域が13世紀を通じてモンゴル人の勢力によって数度にわたって侵略され、大規模な襲撃をうけた歴史事象を意味する。

## 概要

13世紀におけるモンゴル帝国の発展

モンゴル帝国がコーカサスの地に最初に現れたのは1220年、東方からイラン高原西部に侵入して来たからモンゴルのスブタイ（スベエデイ）、ジェベ両将軍との戦闘からであった。1210年代末までにマーワラーアンナフルからイラン高原まで支配圏を拡大していたホラズム・シャー朝であったが、前年の1219年にチンギス・カンの親征軍によってホラズム・シャー朝は事実上壊滅し、ホラズム・シャー朝の第7代スルターン・アラーウッディーン・ムハンマドはマーワラーアンナフルを放棄してイラン高原で再起を図ろうとしてたが、チンギス・カンによってスルターン捕縛の命令を受けたジェベ・スベエデイの両将は2万騎の軍勢をもってスルターンを狙いイラン高原に侵入し、各地を追撃していた。しかし、モンゴル軍はスルターン・ムハンマドの軍勢を各地で壊滅させたもののスルターン本人の捕縛には至らず、両将軍はイラン高原北西部のアーザルバーイジャーン地方まで侵入すると、現地のイルデニズ朝や隣接するグルジア王国の軍勢と交戦する事になった。一連の奇襲によってグルジア軍およびアルメニア軍は打ち負かされたが、ジェベ・スベエデイの両将は一旦カスピ海を西回りで北上してモンゴル高原に帰還する事になった。この帰還途中でモンゴル軍は北方のキエフ・ルーシとも交戦しカルカ河畔の戦いではキエフ・ルーシの軍勢をも壊滅させた。一方、ムハンマド2世の息子でホラズム・シャー朝を継いだジャラールッディーン・メングベルディーは、チンギス・カンに敗れて一度インドへ亡命するが、再びイラン高原に舞い戻ってホラズム・シャー朝再興を目指してモンゴル軍の影響が薄らいだ間隙を突いて、イラン高原周辺の諸勢力と同盟と交戦を繰り返した。ジャラールッディーンはイルデニズ朝を滅ぼし、一時はグルジア王国の首都ティフリスをも陥落させたが、同盟を当て込んでいたルーム・セルジューク朝からの襲撃で敗退し、次第に劣勢を余儀なくされていた。1230年に入るとチンギス・カンの後を継いだ新皇帝オゴデイは、北インド国境とイラン高原にそれぞれに現地防衛戦力として駐留軍（鎮戍軍：探馬赤、Lashkar-i Ta(m)mā、タンマ軍）を派遣した。特にチョルマグン率いる3万騎のイラン駐留軍は、ジャラールッディーン討伐を意図したものであった。
1231年、ジャラールッディーンの軍勢はイラン入りしたモンゴル軍の奇襲を受けて壊滅し、ジャラールッディーンは逃亡中にマイヤーファーリキーン市付近の山中で現地のクルド人らによって殺害された。その後、モンゴルによるコーカサス・東アナトリアの本格的な征服は1236年に始まり、1243年にキョセ・ダグの戦いでルーム・セルジューク朝軍がモンゴル軍に敗退すると、コーカサス周辺からアナトリアに掛けての地域におけるモンゴル帝国軍の優位は決定的となった。こうしてグルジア王国、ルーム・セルジューク朝、トレビゾンド帝国は征服され、キリキア・アルメニア王国と他の十字軍国家はみずからモンゴル帝国に服属した。以後これらの地域はオゴデイの命令によってイラン高原に進出したイラン駐留軍と、イラン高原周辺の民政を統括するイラン総督府の監督下に置かれるようになる。1250年代にはモンゴル皇帝モンケが実弟フレグを派遣して西アジア方面の遠征を再開させ、イラン駐留軍とイラン総督府もフレグの指揮下に入った。これにより、グルジア王国、アルメニア王国、ルーム・セルジューク朝等のモンゴル帝国に下った諸勢力もフレグの統括下になった。フレグの遠征軍によって暗殺教団として恐れられたニザール派も事実上壊滅し、さらにはバグダードのアッバース朝カリフ政権も滅ぼされた。モンゴルはまたズルドスケティア、現在のチェチェンに侵入したが、そこでは継続的な抵抗に直面した。1259年にフレグを派遣した皇帝モンケが没するとモンゴル帝国は内戦に陥り、1264年のクビライが第5代モンゴル皇帝として即位まで、グルジア、アルメニア、アーザルバーイジャーンといったコーカサス周辺の諸地域はジョチ・ウルスのベルケとイルハン朝のフレグがその領有を巡って争奪する主戦場となった。

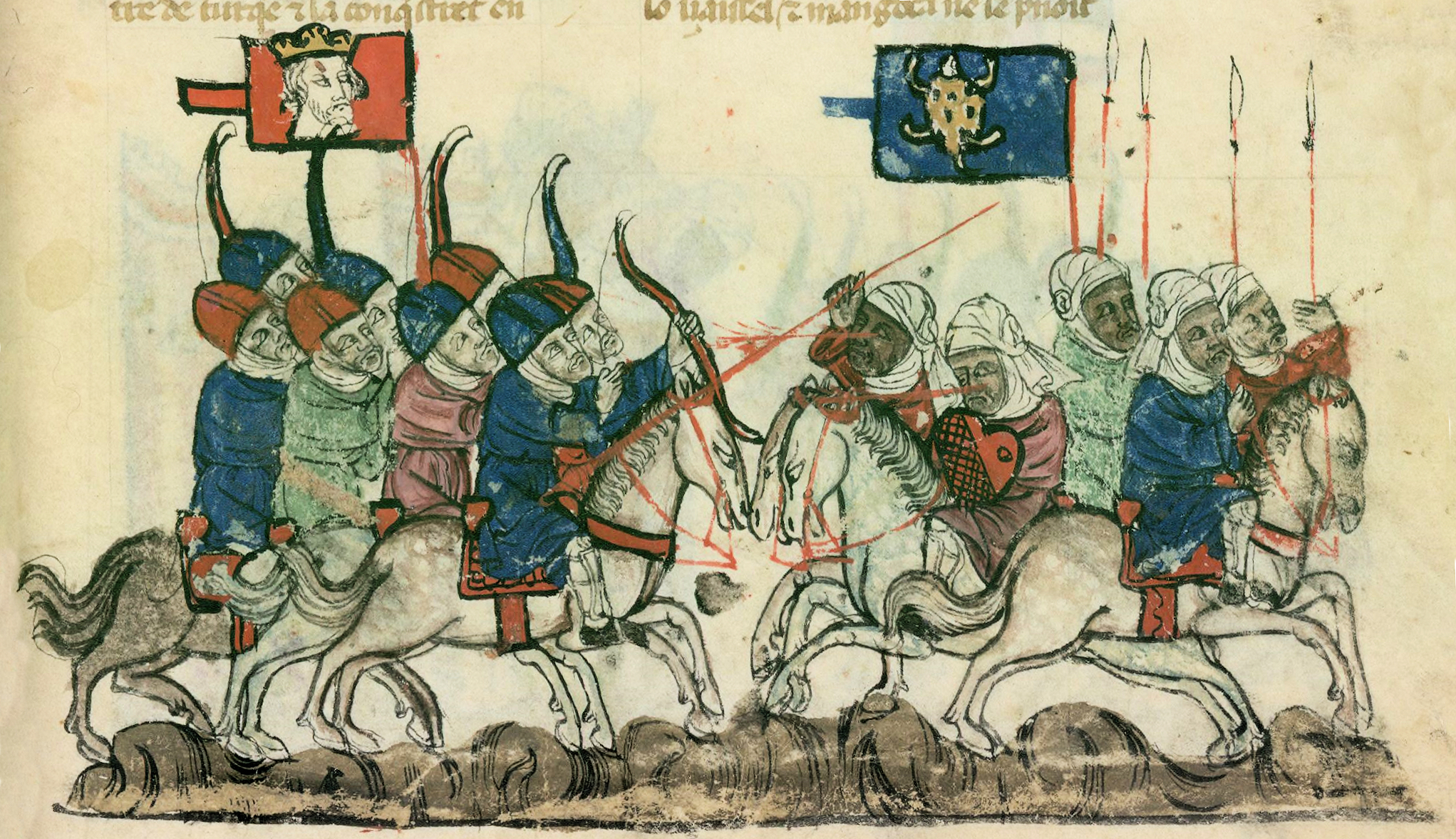
キョセ・ダグの戦い（ハイトン『東方史の華 Fleur des histoires d'orient 』より）

コーカサスに対するモンゴルの2度目の侵入はオゴデイ・カアンの命令の下、1231年のチョルマグン将軍による対ジャラールッディーン・メングベルディー遠征に始まった。ファールス（現、ファールス州）のサルグル朝、ケルマーン（現、ケルマーン州）のケルマーン・カラヒタイ朝等、イラン南部の諸王朝は自らモンゴルに服属し、貢租を納めることに同意した。さらに西のハマダーンとペルシアの残りの地域はチョルマカンによってモンゴル支配が確実なものとなった。1236年、モンゴルは反転してアルメニアとグルジアに注意を向けた。彼らは1238年、グルジア王国の征服を完了し、セルジューク朝の影響下にあったアルメニア王国南部の諸領土の攻撃を開始した。1236年、オゴデイはホラズム・シャー朝との戦闘で荒廃していたイラン高原東部のホーラーサーン地方とヘラート（現、アフガニスタン）の再建を命じ、これらの中央アジアからの人員による入植を開始させた。オゴデイの命によってイラン高原周辺の民政を統括していたイラン総督府は主にホラーサーンや隣接するカスピ海南岸のマーザンダラーン、ゴルガーン地方を拠点としていたが、チョルマグンらイラン駐留軍の本陣は前線であるアーザルバーイジャーン地方を中心に、たいていはムーガーン平原に冬営地を築いた。モンゴルの危険性を悟ったモースルとキリキア・アルメニアの支配者はカアンに服従した。チョルマカンは南コーカサス地方を軍隊の階層に応じて3つの地域に分割した。グルジアでは一時、8つの万人隊（トゥメン）に組織された。1237年中にはモンゴル帝国はアッバース朝のイラクとイスマーイール派の要塞をのぞくペルシアの大部分と、アフガニスタンおよぼカシミール全域を服属させた。モンゴルは1237年に北コーカサスの征服におよんだが、ここでは現地の人々による必死の抵抗に遭遇した。
1243年のキョセ・ダグの戦いののち、バイジュ・ノヤン配下のモンゴル勢力はアナトリアを占領し、ルーム・セルジューク朝とトレビゾンド帝国はモンゴルの属国となった。ペルシアとコーカサスではいたるところに暗殺教団の要塞が分散して設営されていたが、皇帝モンケの意向を受けたフレグの指揮下、1256年より本格的な攻撃が開始され、当該地方から暗殺教団を根絶した。
1258年のバグダードの戦いののち、1260年頃からジョチ・ウルスのベルケ・ハンとイルハン朝のフレグ・ハンのあいだに内戦が生じた。これは、南宋遠征中にモンケが陣没したことによって空位となった皇帝（カアン）位を巡り、その実弟同士であったクビライとアリクブケの間の対立がおこしたトルイ家の内戦（モンゴル帝国帝位継承戦争）の一環であった。主として侵略と襲撃からなる戦争がコーカサスのいたるところ、双方から引き起こされた。それはマムルーク朝を支援するベルケと東ローマ帝国（ビザンツ帝国）を支援するフレグのあいだの代理戦争の様相を呈したが、そのいずれも真の利益を享受することができず、クビライが東方での勝利によって帝国諸王家に対し統一クリルタイ開催にむけての停戦勧告を発すると、これに従って両家は休戦した。
モンゴルのコーカサス支配は1330年代までつづいた。拡大されたアルメニアは1220年から1344年までモンゴル支配にとどまった。この間、ギオルギ5世光輝王はグルジア王国を短い期間再建したもののグルジアへのティムール侵入によって最終的に崩壊した。

## 最初の攻撃

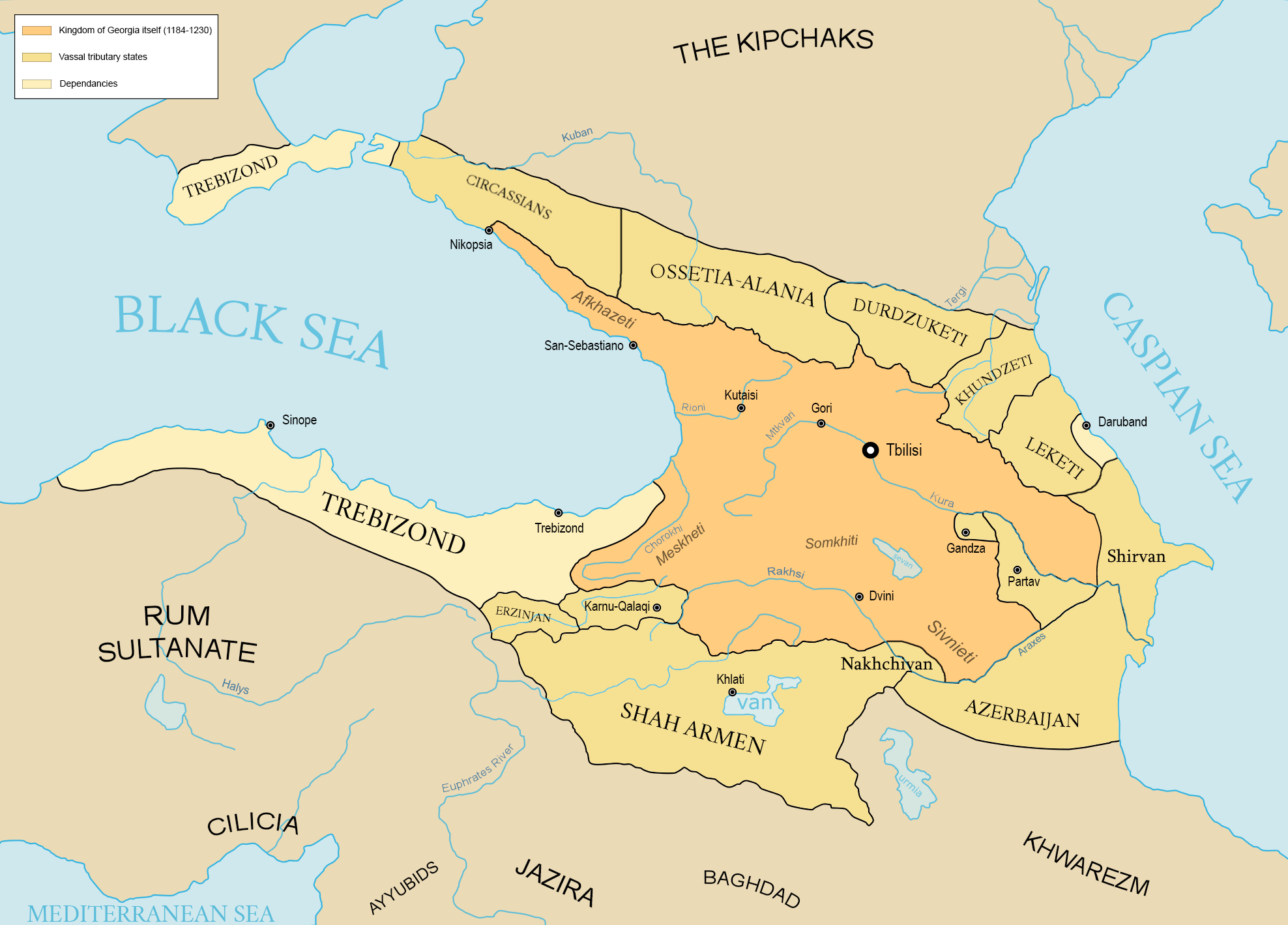
「黄金時代」といわれるタマル女王時代のグルジア王国

グルジア王国の領域にモンゴルの勢力が現れたのは、王国後期のまだ絶頂期で南コーカサスのほとんどを実効支配している状況下においてであった。最初の接触は1220年秋早々のことで、それは思いがけなくも、スブタイとジェベに率いられたおよそ2万のモンゴル兵がカスピ海地域から逃走したホラズム朝のシャー・ムハンマド2世（アラーウッディーン・ムハンマド）を追撃するさなかで起こった。

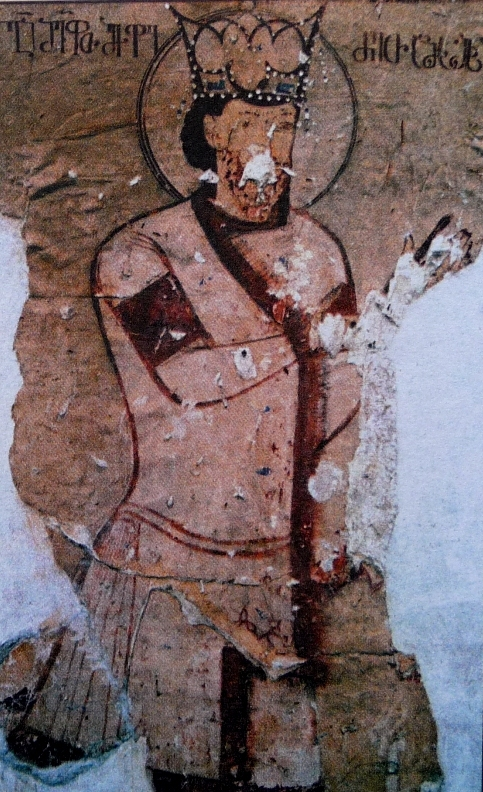
ギオルギ4世ラーシャ

1220年5月、ムハンマド2世はニーシャープールより脱出、スブタイとジェベはニーシャープールにこの年の6月5日に到着したがムハンマド2世を見失ってしまった。両将軍はイラン高原を劫掠し、ハマダーンへ向かったが同地の支配者はモンゴルの軍門に下り、両将軍はそこに司令官を置いた。つづいてアゼルバイジャンに向かい、イルデニズ朝の首都タブリーズ（現、イラン・東アーザルバーイジャーン州）に近づいたが、同地のウズベク王はモンゴル軍に莫大な貢納品を贈って攻撃を避けた。両将軍の部隊は冬営地として遊牧に好適なムーガーン平原を選び、途中、グルジアに侵略をおこない、1万のグルジア兵を破った。これはキリスト教文明に属する地域がモンゴル軍からの猛攻を受けた最初であった。
女王タマルの子でグルジア王のギオルギ4世「ラーシャ」は第5回十字軍への支援を取りやめ、モンゴル軍に対し国を挙げて抵抗することを決し、アゼルバイジャンとメソポタミアには外交使節を派遣し、春を待って同盟を組織することを提案したが、モンゴル軍はトルクメン人やクルド人で兵を増強させたうえで冬に再度行動し、マムルーク（奴隷軍人）アクシュに率いられたアゼルバイジャン（イルデニズ朝）の軍隊がグルジア攻撃でモンゴル軍の前衛を務めた。トルクメン人やクルド人はキリスト教国家であるグルジア王国に圧迫された歴史を有しており、モンゴルはトビリシ陥落後の莫大な戦利品の分与をかれらに約束して味方につけた。1220年から1221年にかけての冬、グルジア側の頑強な抵抗によって攻撃軍も前衛のアクシュ軍を中心に大きな犠牲を払ったが、トビリシ防衛の任にあたったグルジア側はその軍の大半が粉砕された。ただし、モンゴルの司令官たちは、そのときコーカサスへの征服に力を傾注せず、南のハマダーンにむかい、1221年の1月には引き返して退却戦を戦うという行動に出た。

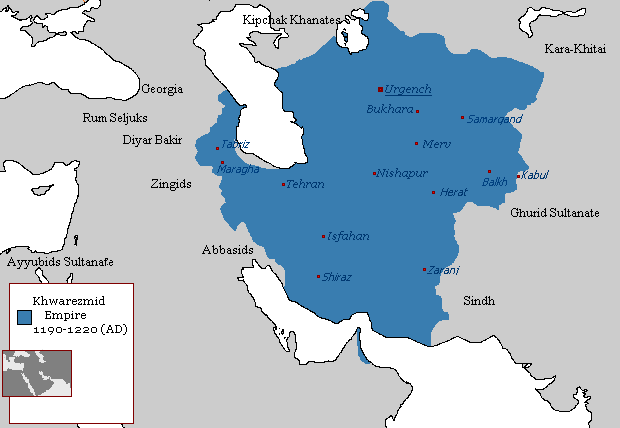
ムハンマド2世治世末期までのホラズム・シャー朝の支配領域

1221年春、チンギス・ハンの了承のもとムハンマド2世探索の任務を帯びた2人のモンゴルの将軍は、グルジアからは完全に引き上げて、再びアゼルバイジャンとイラン高原・イラク方面へと向かった。タブリーズでは再び莫大な貢納を徴収し、マラーガ、イルビル、ハマダーン、アルダビール、サラーブ、バイラカーンなどを襲撃、マラーガやハマダーン、バイラカーンでは住民虐殺をおこなった。タブリーズではウズベク王に防衛を委任された将軍がすぐれた防衛策を講じ、住民の志気を高める方策を用いたので三たび襲撃を免れた。その後、グルジアに近いガンジャーに近づいたが、ガンジャーの市民が絶えずグルジア人と戦争しており、戦闘能力が高いことを知ると貢納を受け取って退却し、グルジアへと向かった。
モンゴル軍はグルジアの影響下にあったアルメニアに押し入り、ギオルギ4世ラーシャ王とアタバク（摂政）でもありスィパフサーラール sipahsālār（元帥）でもあったイワネ・ムクハルグルドゼリの2人に指揮されたグルジア・アルメニア混成軍約6万は、コトマン川に面したクーナンの戦いで敗北を喫した。グルジア軍は王国の防衛について準備していたが、ジェペは兵員5,000名を率いて待ち伏せし、スブタイ軍は敵に向かって進軍し、最初の突撃ののちに転進して敵をおびき寄せるという作戦でグルジア軍を恐慌に陥れた。ギオルギ4世はこのとき胸にいくつかの傷を負い、これがもとで1222年に31歳で死去した。後を継いだのはタマル女王の娘でギオルギの妹、ルスダンであった。イワネによって中部グルジア防衛のための新しい軍が召集されたものの、新軍隊は3度の敗戦によってモンゴル軍に対する恐怖の念が強まり、あえて敵の来るのを待たず、トビリシに帰って南部グルジアはモンゴル軍の侵奪に委ねた。

チンギス・カン時代のモンゴル帝国の拡大

しかし、モンゴル人たちは険しく狭隘な地形の多いこの地での戦闘は避けた。バルドフ（バルダ）の戦いではなかなか決着がつかず、侵略者たちはカスピ海から引き上げ、その後は北へと進軍し、道すがら北東アルメニアを略奪、さらに1222年の後半にはシルワンの主邑シャマーハを攻撃して、これを略奪した。こののちモンゴル人たちはコーカサス山脈越えのための道案内を必要としたため、シルワン王のラシードと和約を結んでこれを得たといわれる。そして、アラニア（北オセチア）と南ロシアのステップ地帯を経てロシア（キエフ・ルーシ）を目標に定め、途中、アラン人やレズギ人、チェルケス人などとも戦い、1223年のカルカ河畔の戦いでキプチャク人の軍を破った。
これらの驚くべき一連の攻撃は、当時のグルジアの混乱によって攻撃者の身元が誰であるかを特定できず、年代記作家も長い間その名を記録に残すことができなかった。1223年段階では、モンゴルは表面上はグルジアに対する彼らの計画が延期されたようにみえたのであり、女王ルスダンがローマ教皇ホノリウス3世にあてた書簡のなかには、モンゴル人たちをキリスト教徒であるかのようにみなす記述があった。というのも、彼らはムスリム勢力と激しく戦ったからであったが、しかしやがて彼らが異教徒であることはしだいに明らかになっていった。
なお、チンギス・カンは、1219年にトランスオクシアナ（マー・ワラー・アンナフル）の地を侵入した際には戦闘で中国式のカタパルト部隊（投石部隊）を用いたが1220年の戦いでも再び用いた。漢人たちはこのときすでに火薬をつめた爆弾を強く投げつける術を用いており、1239年から1240年のモンゴルによる北コーカサス侵入においても漢人部隊は再びこの武器を使用している。

## グルジア王国に対するモンゴル侵入
モンゴルによる3度目の、そして最後となるコーカサス侵略は1236年のことであり、それは当該地域の占領をともなった。この攻撃は、それに先立つ逃亡中のホラズムのジャラールッディーン・メングベルディーによる1225年のグルジアに対する攻撃と破壊によって荒廃の極みに達したことを証明づけた。モンゴルがカフカスの北へ去ると、いったんインド方面に逃れたメングベルディーが中央アジアに帰還し、グルジア政府に対しモンゴル戦争への助力を要求した。1225年以降、アゼルバイジャンとグルジア王国への遠征に乗り出し、1226年、首邑トビリシがホラズムによって奪われ、かつてのグルジアの勢威と繁栄は灰燼に帰した。ジャラールッディーンは自らを「イスラム世界の防衛者」を称した。そして、グルジアは来たるモンゴルの再攻撃に対してはまったく無防備な状態をさらすこととなった。

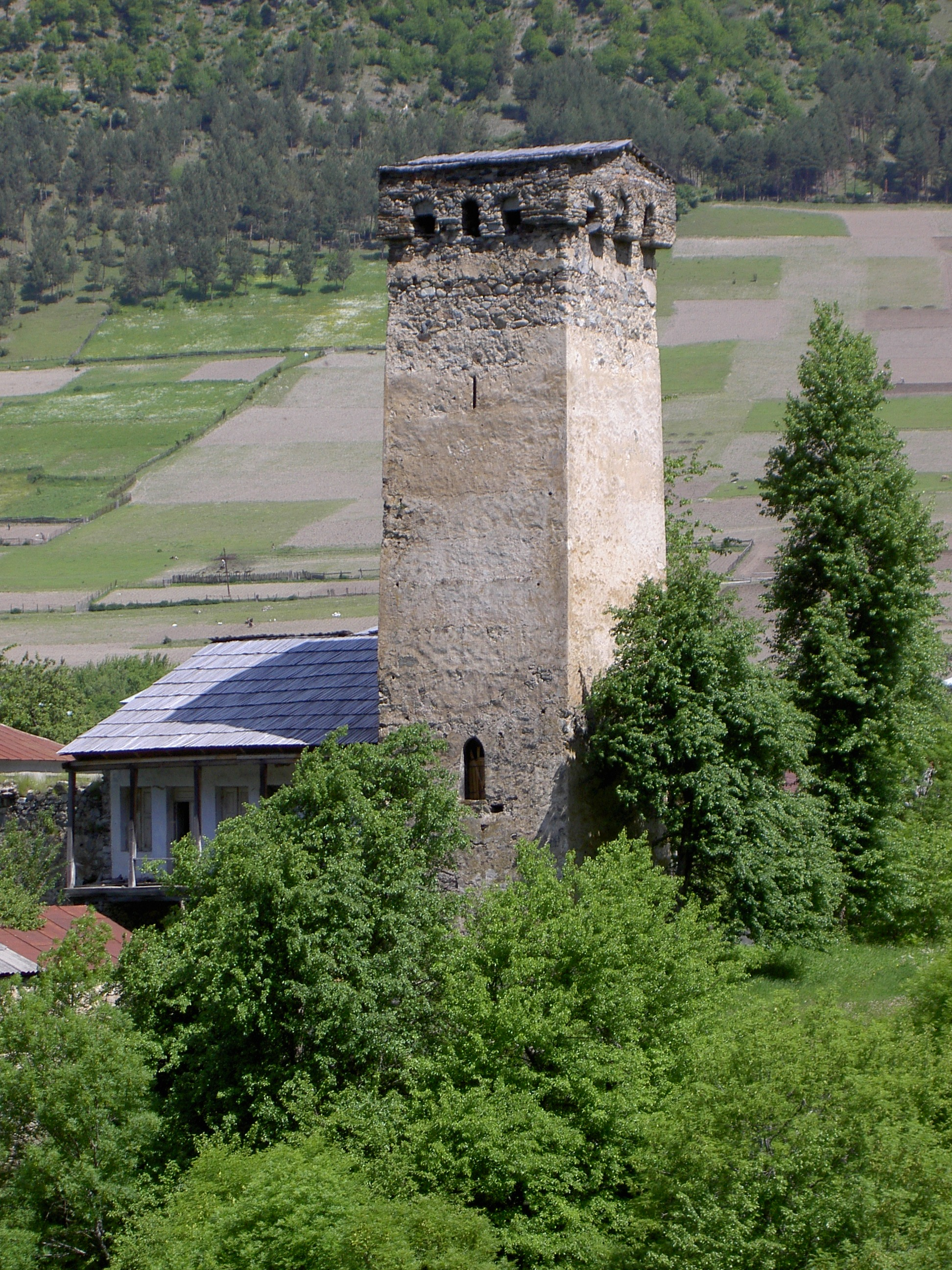
スヴァネティの防御塔

ホラズムやモンゴルの侵入が始まると南コーカサスの諸地方は他の地域から孤立したため、氏族社会のスヴァン族では内部で氏族間抗争が激化した。スヴァン族の住む山岳地帯のスヴァネティにモンゴル軍が来襲することは少なかったが、防御塔の付設された住居から成り立つ要塞村は内部抗争のためにいっそう軍事性を強め、集落ごとに礼拝堂が建てられるようになった。

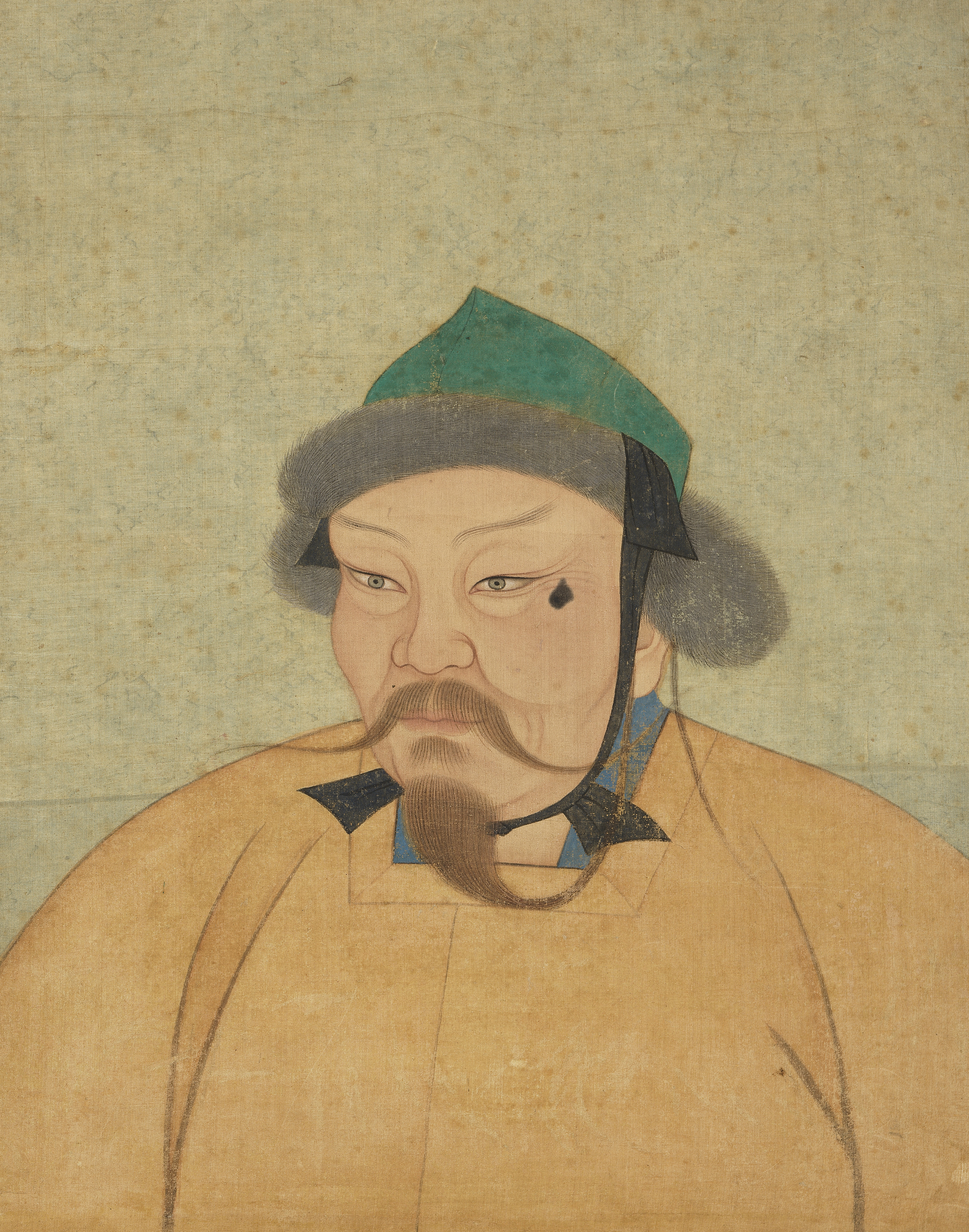
チョルマカンにコーカサス侵攻を命じたモンゴル帝国第2代皇帝のオゴデイ

メングベルディーが没した1231年、モンゴル人たちはようやく手のあいた状態となり、モンゴルの著名な将軍であるチョルマグンは1236年、グルジア王国およびその属国であるアルメニア公国討伐の大軍を率いた。グルジアとアルメニアの貴族のほとんどは、同時にまた辺境地方一帯の防備にあたる軍隊のポストにあずかっていたが、他の者たちがより安全な地域へ逃避しようとするなか、さしたる抵抗もなく屈服するか、城塞にこもって消極的に抵抗するかのどちらかであった。女王ルスダンはトビリシからクタイシへ避難しなければならなくなり、また、一部の者のなかにはグルジアの山岳地帯へ逃げ込む者もあった。東部グルジアの非山岳地帯は、アタバクのアベグ・ムクハルグルドゼリとエガルスラン・バクルツィクヘリの手中にのこったが、彼らはモンゴルと和平をむすび、貢租を支払うことを承諾した。グルジアの大貴族でただひとり、サムツヘのイワネ・ジャケリ＝ツィクヒスジュヴレリ公だけは抵抗した。彼の広大な所領はひどく荒廃し、とうとう彼はルスダン女王了承のもと、1238年に侵略者に対し降伏した。モンゴル軍は、ルスダン女王を追跡するためリヒ山脈を横切るという選択はとらなかったため、西部グルジアは相対的に暴虐からは免れていた。ルスダンはローマ教皇グレゴリウス9世からの援助を受けることも試みたが、失敗に終わった。アタバクのアベグは女王降伏の手はずを整え、1243年、グルジア王国は公式にカアンの宗主権を認めた。グルジアは金貨50,000枚の年貢支払と、モンゴル軍への協力を余儀なくされた。

## モンゴル支配

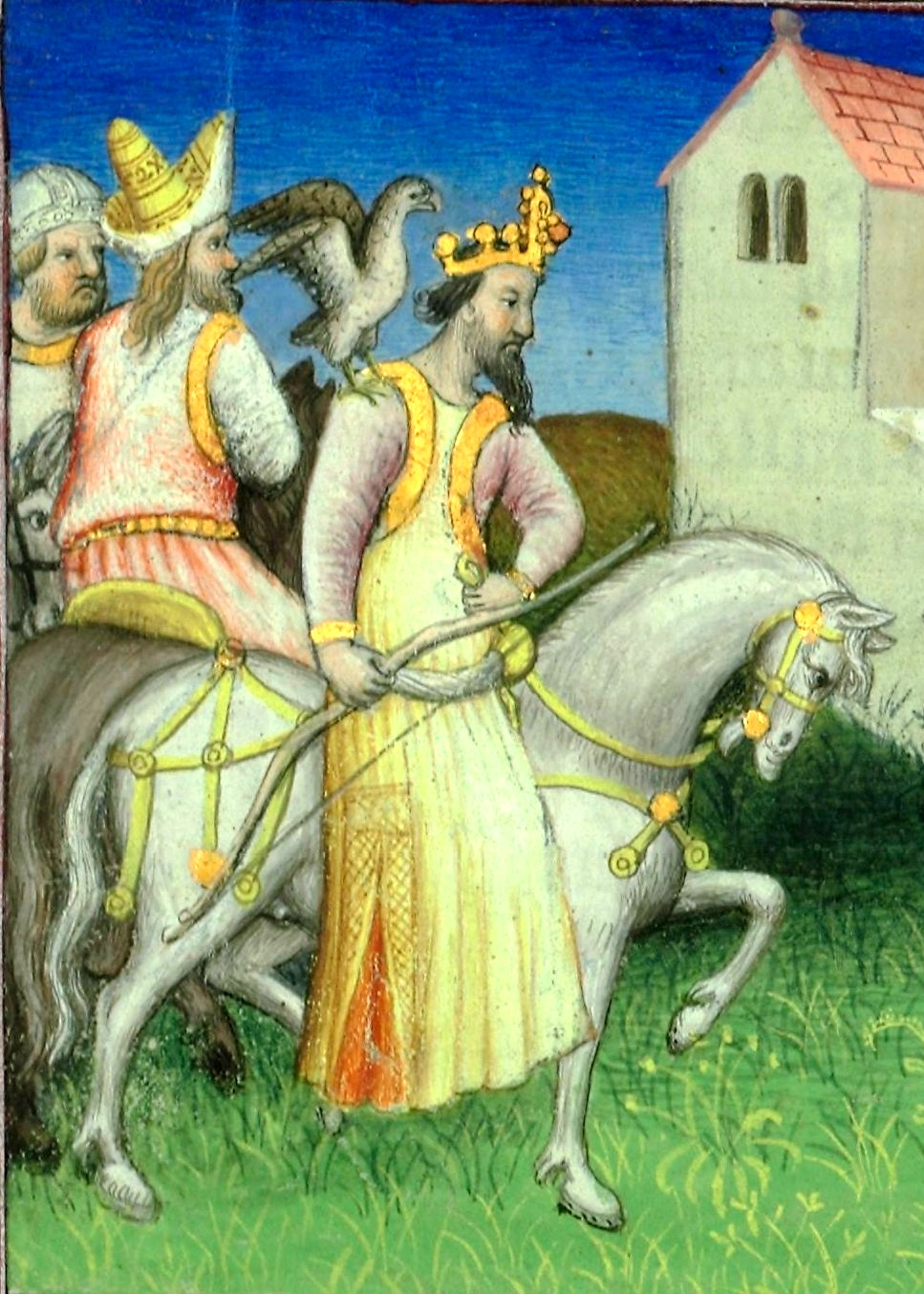
ダヴィト7世ウル

モンゴル帝国では、ジュヴァイニーが述べるように、モンゴル帝国軍によって征服された地域には、遊牧民での軍制に倣って人口調査を行い、全ての人々を十戸、百戸、千戸単位で区分してこれに正税（māl 現金納による税）を課した上で、それ以外にも軍役や駅站維持のための夫役（ジャムチ）、臨時経費、糧秣等の負担が課せられ、これに加えて、さらに遊牧民固有の家畜税に由来するコブチュル税（クブチュル  qūbjūrī）が課された。モンゴル帝国では征服地域にこれらの徴税業務を統括する軍政官であるダルガ（ダルガチ）が置かれ、現地に残る等して支配に下った現地住民らの監督を行った。これらの軍政官をモンゴル語ではダルガ（darγa, داروغه dārūgha）と呼び、テュルク語ではバスカク（ بسقاق basqāq）、アラビア語ではシャフナ（ شحنه shaḥna）と称された。しかし、通常の課税や軍役、賦役に加え、このコプチュル税は臨時課税としてたびたび反復徴税される傾向にあったため、支配地域にとっては甚だしい負担であった。
1231年にホラズム・シャー朝のスルターン・ジャラールッディーン・メングベルディーが横死し、チョルマグン率いるモンゴル帝国のイラン駐留軍は1235年までにはジャラールッディーンがかつて駐留していたムーガーン平原に冬営するようになった。1236年になるとチョルマグンはグルジア王国への侵攻を本格化し、グルジア王国の諸都市は多くが陥落・征服されて行った。アタベク・アヴァク（Avag Mkhargrdzeli）が籠城していたカエン城が陥落してアヴァクがチョルマグン旗下の将軍チャガタイに投降したが、同1236年秋にモンゴル軍がムーガーンの駐留地に一時帰還すると、この年の戦闘で征服された地域にはシャフナ、すなわちモンゴル帝国の軍政官であるダルガ達が配置された。
1230年代、チョルマグンのイラン駐留軍とほぼ同時に、皇帝オゴデイ・カアンによってイラン高原以西の地域の財政任務を統括するべくチン・テムルが派遣された。（チン・テムルとその後継の高位官僚達によって構成される行政機構は、管轄領域がイラン高原周辺である事や、本拠地がイラン北東部のホラーサーン地方であった事から、便宜上イラン総督府、あるいはホラーサーン総督などと呼ばれる）。チン・テムルは1236年に死去し、その後任はケレイト部族出身のノサル・ノヤンが就いたが、ノサルは高齢であったため、イラン総督府の実権はチン・テムル隷下のウイグル人官僚クルクズ（Kūrkūz）が握った。クルクズはオゴデイの信任も篤く、オゴデイ宮廷の筆頭書記であったチンカイの庇護もあり、チン・テムルが統括していたホラーサーン、マーザンダラーンに加え、チョルマグンが征服しその軍政下にあった地域の徴税監督権もオゴデイの勅令によって手中にした。オゴデイ宮廷の書記のひとりであったオイラト部族出身のアルグンがクルクズの僚友（ノコル）としてホラーサーンに着任したが、ホラーサーン地方ではクルクズの執政を巡ってクルクズと現地の官僚達やモンゴル将兵達との対立から混乱が生じており、1242年にオゴデイが死去すると、モンゴル帝国中枢は権力の空白とドレゲネ監国時代にはさらなる混乱に突入した。1240年にはノサルが死去した事でクルクズは実質第3代イラン総督に就いたが、程なく最大の庇護者であったオゴデイが死去すると、クルクズは彼に反発するモンゴル将兵やホラーサーンの官僚達、そしてドレゲネの側近として重用されていたファーティマ・ハトゥンによって逮捕・失脚した。新皇帝即位までの中継ぎとして監国となった皇后ドレゲネは、クルクズの後任としてモンゴル高原に戻っていたアルグンを新総督に任命した。監国ドレゲネは自らの実の子息グユクを新たなモンゴル皇帝として即位させるべく、クリルタイの開催とその出席をモンゴル帝国の諸王家に要請していたが、新総督アルグンはドレゲネの信任に応える形で、イラン高原周辺のモンゴル帝国軍に接触や投降していた諸勢力の子弟や使者達を同伴し、グユクを新モンゴル皇帝に選出するクリルタイに出席した。
グルジア王国はルスダン女王の治世ではあったが、モンゴル軍の侵攻には有効な対策がとれず、王国各地はチョルマグンらモンゴルの駐留軍の侵攻に次々と投降する事態となっていた。チョルマグンらモンゴルのイラン駐留軍は各地で投降するグルジア貴族達に万戸隊長待遇を与えて庇護下に置いていたようである。一方、1239年末にオゴデイの勅許を得たイラン総督クルクズは、従来のホラーサーン、マーザンダラーンに加え、イラーク・アジャミー、アーザルバーイジャーン、カスピ海沿岸のアッラーンまでは管轄下に置いていたようだが、グルジアは含まれていなかったようである。1243年の新イラン総督アルグン着任の最初期の段階では、グルジア方面はチョルマグンおよびその後任のバイジュ・ノヤンらイラン駐留軍の軍政・庇護下にあって帝国への納税は少額に留まり、軍政官らによって徴収された税はチョルマグンらに渡っていたため、モンゴル帝国中枢から見るとグルジア方面はさながら彼らの私領のような状態であったという。。イラン総督アルグンはグルジア、ルーム・セルジューク朝領内に対してもイラン高原同様の徴税を敢行して、自らの隷下の軍政官達を各地に派遣し、その財政上の統括圏をイラン高原以西のモンゴル帝国軍の影響下にある地域全体に拡大させた。
グルジア王国がモンゴル帝国の支配に下った時期は、皇帝オゴデイの治世後半からキョセ・ダグの戦いを挟んで新皇帝グユク即位までの時期にあたり、グルジア王国の立場は同じ時期のイラン高原周辺の諸勢力と同様、この時期のモンゴル帝国のイラン駐留軍やイラン総督府の動向、さらにはモンゴル帝国中枢の動向に大きく左右されるようになった。また、1250年代のフレグの遠征軍のイラン入部以降はフレグを開祖とするイルハン朝の政局のも大きく影響されるようにもなった。
モンゴル帝国・イルハン朝側の資料であるジュヴァイニーの『世界征服者史』やラシードゥッディーンの『集史』では、グルジアはペルシア語で単に「グルジスターン（ گرجستان Gurjistān）」や「グルジスターン州」程の意味である「ウィラーヤティ・グルジスターン」（ ولايت گرجستان wilāyat-i Gurjistān ウィラーヤト）と呼ばれている。イルハン朝では租税台帳上の行政区分ではおおよそ20の管轄領域に区分けされていた。グルジア周辺はアブハズ地方とともに言及されたりした。そこにグルジア（現、ジョージア）と全南コーカサスを含め、グルジア王国の領主たちを通じて間接統治をおこなった。これはのちに領主の逝去にともないカアンによって正式に承認された。1245年の女王ルスダンの死によって、空位期間が始まり、コーカサスは8つのトゥメン（万戸）に分割されることとなった。さらに、モンゴルは王位継承にまつわる困難な問題に介入してグルジア貴族を2つの政治勢力に分断し、それぞれの勢力は自分たちの推す候補を王であると主張した。候補とは、ギオルギ4世の庶子ダヴィト7世「ウル」と、その従兄弟でルスダンの息子であるダヴィト6世「ナリン」の2人のことである。ダヴィト7世ウルは存命中の女王に対し王位を自分に委ねるよう要求したが、ルスダンは息子のダヴィト6ナリンを王位後継者として認めるようモンゴル帝国にはたらきかけていたのである。1246年にカラコルムで開かれたモンゴル帝国第3代皇帝グユクの即位式には、皇帝一族、直属軍の首領、モンゴル領中国の軍政・民政における長官、ペルシア総督などに加え、ウラジミール大公のヤロスラフ2世、ルーム・セルジューク朝のスルタンの弟、アルメニア王の代理などをはじめとする周辺諸地域の王侯貴族が集まったが、そのなかにはグルジアの王座を争っていた2人のダヴィトの姿もあった。

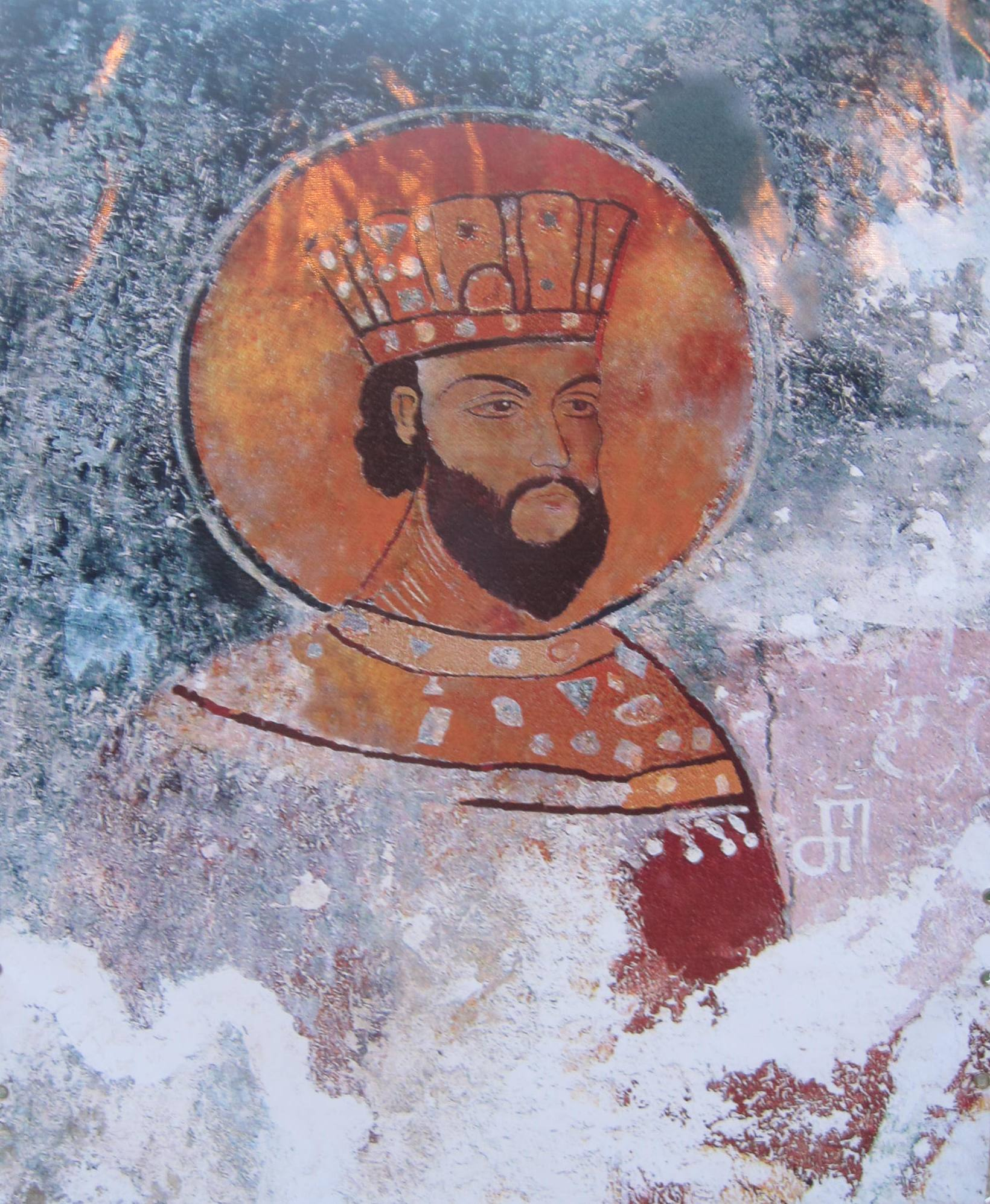
ダヴィト6世ナリン

グルジアにおける、1245年のモンゴル支配抵抗勢力による陰謀が失敗したのち、グユク・カンは1247年、グルジア王国を東半部と西半部に分け、2人の主張者にそれぞれを与えて共同王として両者を公認した。すなわち、ダヴィト7世ウルには東部のカルトリを、ダヴィト6世ナリンには西部のイメレティをあたえ、ルスダンの子ナリンはみずからの国のためにギオルギの子ウルに臣従を誓わなければならなくなった。トゥメンの制度は廃止されたが、モンゴル軍の勢力は租税・年貢の安定収入を獲得し、軍政強化をはかるため、グルジア人権力の監視をおこたらなかった。
グルジスタンからの派遣軍はモンゴルの旗の下、1256年のアラムート、1258年のバグダード、1260年アイン・ジャールートなどの戦闘でグルジアとコーカサスの一般兵1万を失った。これは、重税や重い軍役負担に抵抗して自然に噴出してくる反乱を鎮圧するために派遣しなければならない、本来的な防衛の担い手をのぞいたものである。皮肉なことに、1243年のキョセ・ダグの戦いにおいては、モンゴル勢力がルーム・セルジューク朝を押しつぶすなかで少なくとも3,000のグルジア兵が外人部隊として動員された一方、迎えうつ側では、グルジアのアハルツィヘのシャマダヴル公がセルジューク軍の指揮官を務めた。
1256年、グルジアはモンゴル帝国差配のもとイルハン朝の支配下に入った。1259年から1260年にかけて、ダヴィト・ナリン6世に率いられたグルジア貴族たちは、モンゴル勢力に抗し、モンゴル統制下に置かれた（東部の）グルジアから、西グルジアにイメレティ王国として分立することに成功した。ダヴィト・ウル7世は彼の従兄弟が起こした反乱に参加することを決めた。しかし、ゴリ付近の戦闘で敗退し、再度モンゴル支配を受け入れることになった。1261年以降は、コーカサス地方はイルハン朝とサライに都を置くもう一つのモンゴル帝国、すなわち、低地ヴォルガ川地方に成立したジョチ・ウルスとの間で引き起こされた一連の紛争の舞台となった。

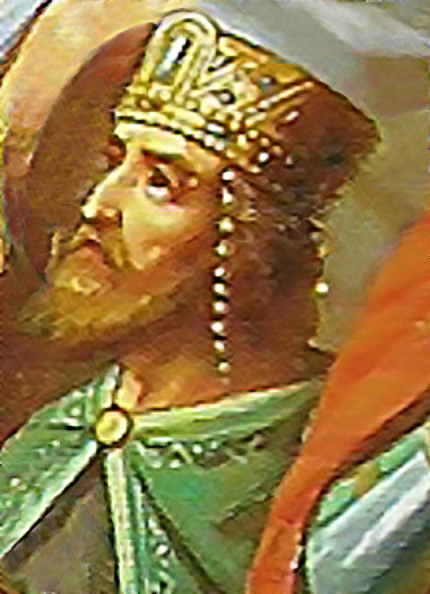
デメテル2世献身王

グルジアの統一は打ち破られた。貴族たちはモンゴルの統制のもと王に抗して自立することが奨励された。1266年、サムツヘ（首都はアハルツィヘ）大公でジャケリ家のサルギス・ジャケリ1世はフレグの子アバカ・ハンより特別な保護と後援をあたえられ、グルジア王家からの実質的な独立を得た（アタバク領サムツヘ国）。次の（東）グルジアの王デメテル2世（「献身的」、1259年-1289年）は、密計をめぐらしイルハン朝を分断する術策を通して、みずからの国を再生しようと試みた。しかし、アルグン・ハンに対する謀反が疑われて陰謀は頓挫し、彼はモンゴルの侵奪からグルジアを守るため降伏し、刑を甘んじて受けなくてはならなくなった。その後、王国はほとんど無政府状態に陥った。西部グルジアはイルハン朝から万全とはいえぬ独立をかろうじて保ち、東部グルジアは重い貢租と不安定な政治情勢にあえいだ。宗教政策の面では、モンゴル支配は多くの教会や修道院への課税をともなっていたとはいえ、概して寛容であった。ダヴィト8世（1292年-1310年）による蜂起は長期にわたったものの、グルジアの解放にはつながらず、懲罰遠征による一連の破壊を促しただけであった。モンゴル人たちは対抗するグルジア君主の力を引き上げたり、引き下げたりすることによって内戦を煽り、グルジアに対する統制を保とうとした。しかし、ペルシアにおいてイルハン朝が解体していったため、グルジアに対する影響力はしだいに弱まっていった。

## グルジア王国の再建と崩壊

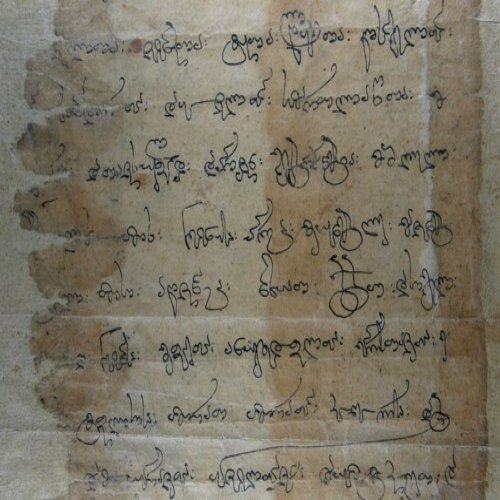
ギオルギ5世の勅状（14世紀）

再統一と王国再建の短い期間はギオルギ5世光輝王の統治下（1299年-1302年、1314年-1346年）に訪れた。これは、ギオルギがイルハン朝の宰相チョバン（チュパン）の助力を得て、グルジアの王統の独立保持に反対する国内の勢力を取り除くことができたためであった。ギオルギ5世は影響力をもつ最後のイルハンとなったアブー・サイードの在世中にイメレティを制圧して全グルジア王国を統一した。1319年、ギオルギとモンゴル勢力はイルハン朝のグルジスタン知事クルムシに対する反乱を鎮圧した。その原因はモンゴル帝国本国とイルハン朝の内戦にあると察せられるが、1320年代にはモンゴルはグルジアに駐屯していたほとんどの軍をすべて撤退した。イルハン朝のアブー・サイード・ハン（1335年死去）は、ギオルギによって統治されたアニ（現、カルス）とその周辺ではいくつかの種類の税を免除した。1321年付のアヴィニョン教皇庁使節からのある書簡では、グルジアの分離主義者はタタール帝国（イルハン朝）の一部に組み込まれたとしている。
1327年、イルハン朝アブー・サイード治世下のペルシアで最も衝撃的な出来事、言い換えればそれは、一度は王朝の全権力を掌握した大臣チョバンの処刑という最も恥辱にまみれた出来事が起こった。かくして、ギオルギにとってそれはモンゴル宮廷内で庇護者を失うという重い打撃となった。チョバンの息子のマフムードはグルジアにおけるモンゴル守備隊を指揮していたが、彼は自ら率いた部隊によって逮捕され、そして処刑された。その後、クトゥルシャーの息子イクバルシャーはグルジスタンの知事に任命された。1330年から1331年にかけてギオルギ5世光輝王はグルジア統一の過程でイメレティ王国を併合した。4年後に最後の影響力をもつハン、アブー・サイードが死去すると、2つのグルジアの王国は再統一を果たした。1334年、グルジアにおけるイルハン朝の知事職はアブー・サイードによってジャライル族のシャイフ・ハサン（タージュ・ウッディーン・ハサン・ブズルグ）にあたえられた。

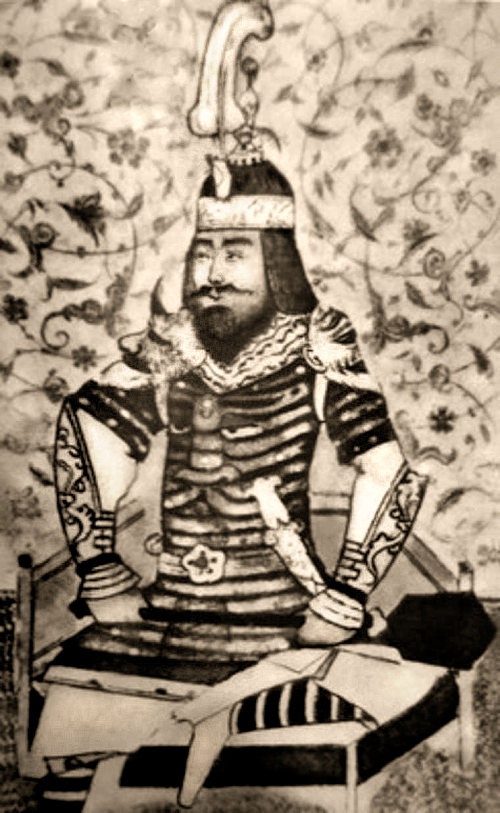
グルジアを幾度も蹂躙したティムール

ティムール朝が西アジアの地に成立する以前、グルジアのほとんどはモンゴルのジャライル朝とチョバン朝の影響下にあった。1386年から1403年にかけて、トルコ＝モンゴル系の征服者であるティムールが8回にわたってグルジア全土を猛襲し、王国は大打撃を受け、その統一はついに打ち砕かれた。1491年頃までには、グルジアは小さな3王国といくつかの公国に分断され、1801年にロシア帝国に併合されるまでの間、近世を通じてサファヴィー朝（ペルシア）とオスマン帝国（トルコ）の強い影響力のもと、自らの独立を守るための苦闘がつづいた。

## 補説

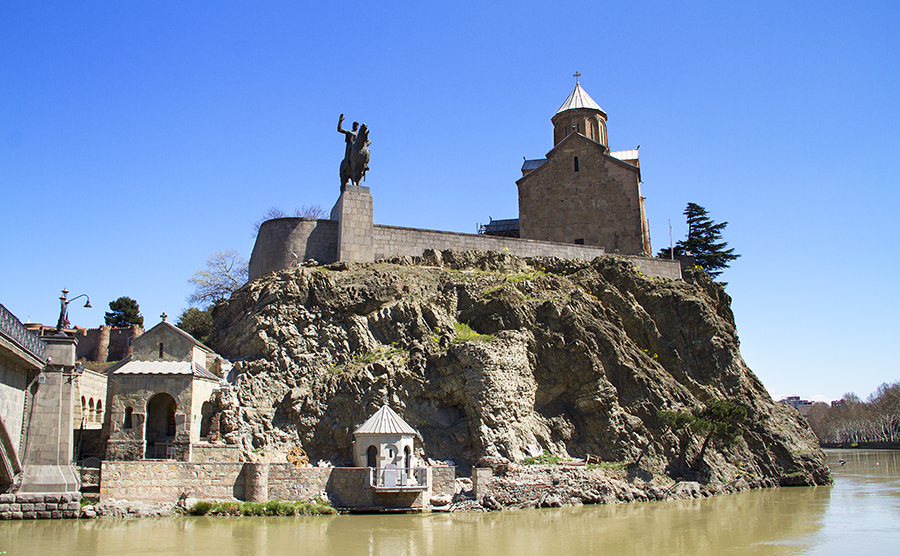
トビリシのメティヒ教会

遊牧国家であるイルハン朝では税務行政上の首都（マラーガ、タブリーズ、ソルターニーイェと遷る）と重要地点とを結ぶジャムチの制度が整備され、グルジアの要衝トビリシも「シャーフ・ラーフ（王の道）」と称する交通網の一つの終点として重要な役割をになった。グルジアのゴリには重臣トカルの領地、西南グルジアのアルダハン（現、トルコ領）にはフレグの妻の領地があった。ハンは首都には常駐せず、国家の重要行事はむしろ行在所でひらかれた。なお、トビリシ旧市街のメティヒ教会は5世紀のヴァフタング1世の創建によると記録されており、中世にあってはシルクロードを行き来する隊商が、安全を求めて逃げ込む砦の役目も果たしていたといわれたが、1235年のモンゴル侵入の際に破壊され、往時の遺構はすべて失われてしまっていた。この教会は1289年、グルジア王デメテル2世によって再建された。